# Георгіос Реппас
Георгіос Реппас (Γεώργιος Ρέππας; 11 грудня 1974) — грецький ватерполіст.
Учасник Олімпійських Ігор 2000, 2004, 2008 років. Бронзовий медаліст Чемпіонату світу з водних видів спорту 2005 року.